# 岬鰨
岬鰨（学名：Solea capensis）為輻鰭魚綱鰈形目鰨亞目鰨科的其中一種，為亞熱帶海水魚，分布於東大西洋南非外海海域，體長可達65公分，棲息在底層水域，生活習性不明。
其种加词“capensis”意为“南非开普省的/好望角的”。